# セキトリイワシ科
セキトリイワシ科（Alepocephalidae）は、ニギス目に所属する魚類の分類群の一つ。主に水深1,000m以深に分布する深海魚のグループで、セキトリイワシ・コンニャクイワシなど23属90種が含まれる。科名の由来は、ギリシア語の「alepos（鱗をもたない）」と「kephale（頭部）」から。模式属（タイプ属）はAlepocephalus属。

## 分布・生態
セキトリイワシ科の魚類はすべての海の深海に幅広く分布し、特に水深1,000m以深の漸深層から捕獲されることが多い。多くの種類は海底から離れた中層で暮らしているが、ナメライワシ属・ヒレナガイワシ属など一部は海底と密接に関連した生活を送るとみられている。中層で暮らす種類は積極的に遊泳することはほとんどなく、体を斜めに傾けたり腹部を上に向けたりといった不規則な姿勢で、じっと餌の接近を待って漂っている。
本科魚類の食性は多様性に富み、小魚や甲殻類を捕食するものから、ハゲイワシ属の一部のようにクラゲ・クシクラゲなどゼラチン質の浮遊生物を専食するもの、あるいはデトリタス食性のものまでさまざまである。約10種を含むセキトリイワシ属は食性に関して特異な適応を遂げた一群で、顎から垂らした粘液を用いて海水中の微細な有機物の粒子を捉えると考えられている。

## 形態

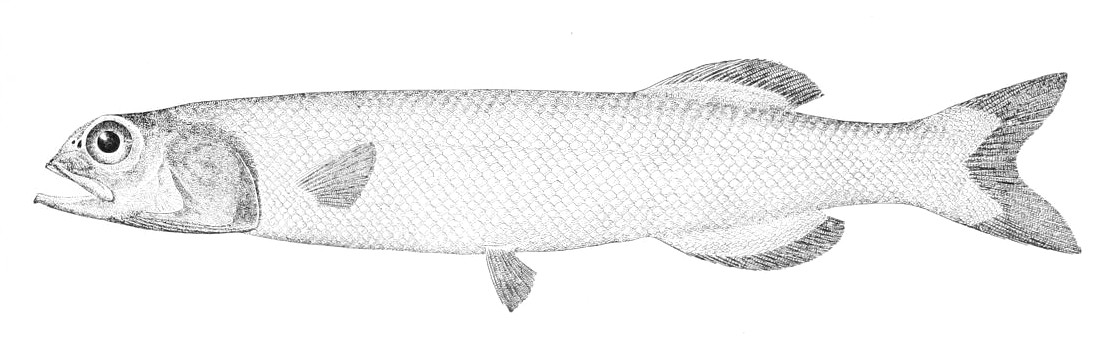
ハゲイワシ属の1種（Alepocephalus bairdii）。大きな眼球はセキトリイワシ科魚類の特徴である。本種はクラゲなどの、ゼラチン質の生物を主な餌としている

セキトリイワシ科の仲間は一般的に細長く、やや左右に平たく側扁した体型をもつ。近縁のハナメイワシ科とは全体的に似ているが、ハナメイワシ類とは異なり発光液を体外に分泌する器官はもたない。太陽光がまったく届かない漸深層（水深1,000～3,000m）に分布するにもかかわらず、本科魚類は一般に大きな眼球をもつ。水晶体の外側の空間は広く、網膜の中心窩は深いなど、その構造は特殊化している。他の深海生物によるわずかな生物発光を敏感に捉え、距離を高い精度で測ることが可能になっていると考えられている。
ニギス目に共通する特徴である鰓の crumenal 器官は、本科魚類によるクラゲ類の摂食に際し重要な役割を果たしている。セキトリイワシの仲間は捕食したクラゲをこの器官で細かく粉砕するとともに、毒を含む刺胞を取り除き体外に排出する。セキトリイワシ類の口腔から食道にかけての粘膜は厚く丈夫な結合組織に覆われており、刺胞毒から身を守る適応とみられている。
多くの種類では歯は小さい一方、鰓耙は長く数が多い。胸鰭の鰭条は7-18本。鰓条骨は通常5-8本であるが、ソコノコギリイワシ属・オニイワシ属はそれぞれ12本・13本と多い。一部の種類は鱗を完全に欠く。

## 分類
セキトリイワシ科にはおよそ23属、少なくとも90種が記載される。オニイワシ属は上顎の歯を欠くなど独自の特徴をもつことから、かつては独立のオニイワシ科 Leptochilichthyidae として分類されていた。一方、本科に所属していた Bathylaco 属・Herwigia 属の2属は、Bathylaconidae 科として分離されている。

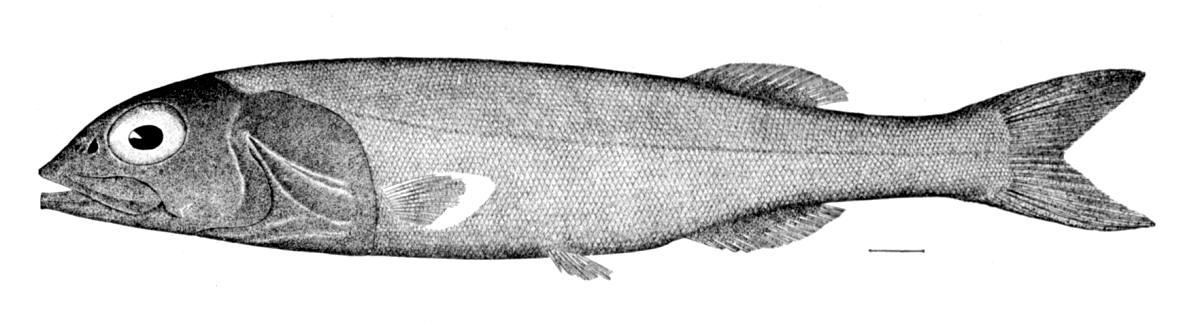
ハゲイワシ属の1種（Alepocephalus agassizii）。本属にはセキトリイワシ科の中では最も多い20種余りが所属する

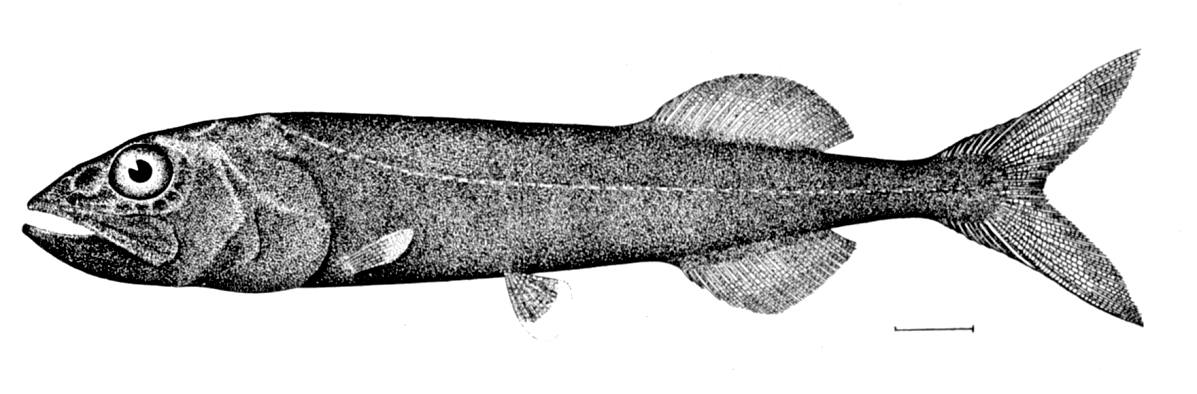
セキトリイワシ属の1種（Rouleina attrita）。背鰭が体の後方に位置し、脂鰭をもたないことはセキトリイワシ亜目に共通する特徴である

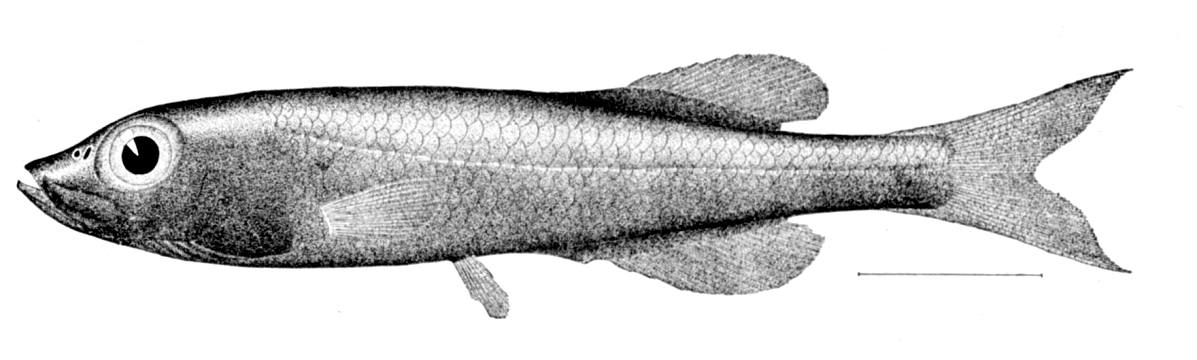
ノコバイワシ Talismania antillarum （ヒレナガイワシ属）。日本近海からも報告のある種で、海底付近で生活しているとみられる

- ウケグチイワシ属 Bajacalifornia
- オニイワシ属 Leptochilichthys
- クログチイワシ属 Narcetes（ヨコヅナイワシ）
- セキトリイワシ属 Rouleina
- ソコノコギリイワシ属 Bathyprion
- ツブイワシ属 Xenodermichthys
- ナメライワシ属 Leptoderma
- ハゲイワシ属 Alepocephalus
- ヒレナガイワシ属 Talismania
- Asquamiceps 属
- Aulastomatomorpha 属
- Bathytroctes 属
- Bellocia 属
- Binghamichthys 属
- Conocara 属
- Einara 属
- Ericara 属
- Microphotolepis 属
- Mirognathus 属
- Photostylus 属
- Rinoctes 属